# MDO (álbum)
MDO es un álbum de estudio de la boy band puertorriqueña MDO, lanzado en 1997 por el sello discográfico Sony Music. La formación incluyó a Abel Talamántez, Alexis Grullón, Anthony Galindo, Didier Hernández y Daniel René Weider. Este álbum marcó la transición del grupo Menudo hacia una nueva etapa, con nuevos integrantes y una propuesta musical más moderna, conservando la esencia que conquistó al público latino en las dos décadas anteriores.
El desempeño comercial fue positivo, con sus sencillos alcanzando buenas posiciones en las listas de Billboard, como "No Puedo Olvidarme de Ti" y "Volverás a Mí". El trabajo recibió reseñas críticas favorables de los críticos especializados, quienes elogiaron su sonido renovado y la capacidad del grupo para conectarse con las nuevas generaciones. En reconocimiento a su éxito, obtuvo la certificación de disco de oro.

## Antecedentes y repertorio
El grupo musical Menudo, creado en 1977 por Edgardo Díaz, se convirtió en un fenómeno latinoamericano, y a pesar de la salida de los integrantes originales, la esencia dinámica y fresca del grupo se mantuvo. Para adaptarse a las nuevas generaciones, Menudo fue reformulado en 1997 como MDO, incorporando nuevos integrantes y una propuesta más moderna, con el objetivo de preservar las raíces del grupo, fortalecer su imagen global y madurar su estilo.
Con miembros de diferentes orígenes —como Didier Hernández, Daniel Weider, Alexis Grullón, Abel Talamántez y Anthony Galindo—, todos con edades entre 15 y 19 años, MDO mantuvo la tradición de reunir a jóvenes, cada uno con una personalidad única, permitiendo una mayor identificación y conexión con el público. En este contexto, la discográfica Sony Music planeaba lanzar, ese mismo año, el primer álbum de estudio de los artistas.
Las canciones del repertorio combinan pop, hip-hop, funk y jazz, reflejando la transición hacia un sonido más actualizado.

## Lanzamiento y divulgación
El álbum fue lanzado el 25 de noviembre de 1997, fecha en la que se celebró el vigésimo aniversario del debut del grupo Menudo. La promoción del álbum incluyó una gira que pasó por la Ciudad de México y varias provincias vecinas del país.

## Sencillos
Los sencillos de MDO, del grupo homónimo, tuvieron un desempeño notable en las listas musicales de la revista Billboard. El sencillo "No Puedo Olvidarme de Ti", lanzado en 1997, destacó especialmente en el segmento pop, alcanzando el sexto lugar en la Latin Pop Airplay. Además, llegó al puesto veintinueve en la Hot Latin Tracks y al decimosexto en la Latin Tropical/Salsa Airplay, demostrando su popularidad entre diferentes públicos.
Por su parte, "Ay Amor", también de 1997, logró posiciones relevantes en las listas, alcanzando el puesto veinticuatro en la Hot Latin Tracks, noveno en la Latin Pop Airplay y decimoquinto en la Latin Tropical/Salsa Airplay. Finalmente, "Volverás a Mí", lanzado en 1998, consolidó el éxito del grupo, alcanzando el puesto dieciocho en la Hot Latin Tracks, el séptimo en la Latin Pop Airplay y el octavo en la Latin Tropical/Salsa Airplay, confirmando la receptividad del público hacia las canciones del álbum.
Otros sencillos promocionales incluyen: "A Bailar", y "¡Ay Cariño!".

## Recepción crítica
El crítico de la revista Billboard elogió el álbum, destacándolo como una fusión musical cautivadora que recuerda a artistas como Magneto, Boyzone y Take That. Según el análisis, el quinteto, con sus voces agradables y armoniosas, entrega una colección vibrante de canciones pop/dance románticas. Destacó especialmente la pista con influencias de rock "No Puedo Olvidarme de Ti", que, según él, muestra potencial para figurar entre los principales éxitos en las listas de música latina.
Blanca Arroyo, del periódico La Opinión, afirmó que no hay grandes diferencias entre las canciones del álbum MDO y las antiguas canciones del grupo Menudo. Señaló que las diez canciones presentes son "frescas, juveniles, alegres y, sobre todo, dirigidas a un público general", ya que incluyen desde baladas románticas, rock, hasta algunas canciones en ritmo de salsa y cumbia.

## Desempeño comercial
El álbum recibió un disco de oro en los Estados Unidos y Puerto Rico por ventas combinadas de más de 50 mil copias en ambas localidades.

## Lista de canciones
- Créditos adaptados del CD MDO, de 1997.[14]

| N.º | Título                     | Escritor(es)                     | Performer                                    | Duración |  |
| 1.  | «No Puedo Olvidarme De Ti» | Alejandro Jaén                   | Daniel René Weider                           | 3:29     |  |
| 2.  | «Volverás A Mí»            | A. Jaén, R. Quijano              | Abel Talamántez                              | 4:37     |  |
| 3.  | «¡Ay, Amor!»               | Fernando Osorio                  | Alexis Grullón                               | 2:54     |  |
| 4.  | «¡Ay, Cariño!»             | Alejandro Jaén                   | Abel Talamántez                              | 4:30     |  |
| 5.  | «No Me Envenena Más»       | Fernando Osorio                  | Didier Hernández                             | 3:20     |  |
| 6.  | «A Bailar»                 | A. Jaén, D. Nieves, C. Bencomo   | Alexis Grullón                               | 5:22     |  |
| 7.  | «Háblame De Amor»          | A. Jaén, D. Nieves               | Daniel René Weider and Anthony Galindo (Rap) | 4:08     |  |
| 8.  | «Súbete A Mi Moto»         | E. Díaz, C. Villa                | Anthony Galindo                              | 3:29     |  |
| 9.  | «Así No Más»               | Fernando Osorio                  | Didier Hernández                             | 3:31     |  |
| 10. | «Dame Una Caricia»         | C. M. Avilés, M. Díaz, D. Nieves | Anthony Galindo                              | 3:29     |  |

## Certificaciones y ventas
| Región                     | Certificación | Ventas  |
| -------------------------- | ------------- | ------- |
| Estados Unidos Puerto Rico | Oro           | 50,000^ |